# Umeswaran Arunagirinathan
Umeswaran „Umes“ Arunagirinathan (* 1978 auf Sri Lanka) ist ein deutsch-tamilischer Herzchirurg und Autor.

## Leben
Arunagirinathan wuchs bis zu seinem 13. Lebensjahr in Sri Lanka in finanziell armen Verhältnissen auf. Um seine Familie zu unterstützen, verkaufte er als kleines Kind Obst.  Seine Schwester starb an einer Nierenkrankheit bedingt dadurch, dass die Medizinversorgung während des dort herrschenden Bürgerkriegs schlecht war. Der Tod der Schwester beeinflusste seinen Berufswunsch Arzt zu werden, sehr stark. 
Infolge des Bürgerkriegs in Sri Lanka ließ ihn seine Mutter über mehrere Umwege und eine unbeabsichtigt mehr als acht Monate andauernde „Weltreise“ nach Deutschland schmuggeln, wo er als 13-jähriger Flüchtling bei Verwandten in Hamburg unterkam. Er wurde Musterschüler und Landesschulsprecher, war jedoch auch einer permanent drohenden Abschiebung ausgesetzt. Eigenen Angaben zufolge trieb ihn dies beinahe zum Suizid.
Arunagirinathan studierte in Lübeck Medizin. Aufgrund Geld- und Zeitmangels bestand er das Physikum beinahe nicht, erhielt dann aber finanzielle Unterstützung von einem Lehrer. Arunagirinathan promovierte an der Universität Hamburg. Nach seiner Assistenzzeit am Universitätsklinikum Hamburg-Eppendorf arbeitete er in der Klinik für Kardiochirurgie in Bad Neustadt an der Saale sowie an der Charité Berlin.
Im Jahr 2008 erhielt Arunagirinathan die deutsche Staatsangehörigkeit.
Im Jahr 2018 war er am Weltflüchtlingstag und Gedenktag für die Opfer von Flucht und Vertreibung eingeladener Redner im Deutschen Historischen Museum.
Stand April 2022 lebt Arunagirinathan in Bremen, wo er seit Oktober 2019 im Klinikum Links der Weser arbeitet.

## Politische Ansichten
Arunagirinathan kritisiert das Gesundheitssystem in Deutschland als profitorientiert und asozial.
Vorwürfe eines strukturellen Rassismus an Deutschland hält Arunagirinathan für „übertrieben“, gab andererseits aber an, dass viele Menschen mit dunkler Hautfarbe und Migrationshintergrund aufgrund von Alltagsrassismus ein Problem bei der Wohnungs- und Arbeitsplatzsuche in Deutschland haben.
Arunagirinathan zufolge nehmen viele Immigranten eine Erwartungs- und Empfängerhaltung ein; sie „wollen in erster Linie profitieren, sich aber nicht integrieren“. Er verwies unter anderem darauf, dass er häufig erlebe, dass Zugezogene auch nach vielen Jahren kaum Deutsch sprechen können, weil sie „nur die Fernsehsender in ihrer Muttersprache“ schauen, „nur bei Landsleuten“ einkaufen und keine deutschen Freunde haben, „sondern nur mit ihresgleichen verkehren“. Er wirft der Politik vor, es Migranten zu erlauben, sich in Parallelgesellschaften in Deutschland einzurichten, sodass diese „eigentlich nie richtig angekommen“ seien.
Das Buch Grundfarbe Deutsch hat Arunagirinathan eigenen Angaben zufolge geschrieben, weil er „Angst habe, dass die Gesellschaft auseinanderdriftet und eine Spaltung droht“, und um darauf aufmerksam zu machen, dass es für alle in Deutschland lebenden Menschen die Verständigung auf einen „gemeinsamen Nenner“ geben muss (laut Arunagirinathan auf „Werte. Etwa das deutsche Grundgesetz, die Meinungsfreiheit, Pressefreiheit, all die Dinge, die hier so oft selbstverständlich erscheinen, aber nicht selbstverständlich sind.“).

## Buchveröffentlichungen
- Allein auf der Flucht: Wie ein tamilischer Junge nach Deutschland kam, Konkret Literatur-Verlag, 2005, ISBN 978-3894582418.
- Der fremde Deutsche: Leben zwischen den Kulturen, Konkret Literatur-Verlag, 2017, ISBN 978-3894582982.
- mit Doris Mendlewitsch: Der verlorene Patient: Wie uns das Geschäft mit der Gesundheit krank macht, Rowohlt Verlag, 2020, ISBN 978-3499002991.
- mit Doris Mendlewitsch: Grundfarbe Deutsch: Warum ich dahin gehe, wo die Rassisten sind, Rowohlt Verlag, 2022, ISBN 978-3499009556.
- mit Doris Mendlewitsch: Herzensdinge. Die erstaunlichen Leistungen unseres wichtigsten Organs – und wie wir es heilen und schützen können, Rowohlt Verlag, Hamburg 2024, ISBN 978-3-49-900865-8
- mit Peggy Parnass und Doris Mendlewitsch: «Grenzen akzeptieren wir nicht!» Über Migration, Heimat und den Wert der Freiheit, Rowohlt Verlag, Hamburg 2025, ISBN 978-3-499-01783-4